# Aleksandra Jeż
Aleksandra Jeż (* 3. August 2007) ist eine polnische Leichtathletin, die sich auf den Sprint spezialisiert hat.

## Sportliche Laufbahn
Erste Erfahrungen bei internationalen Meisterschaften sammelte Aleksandra Jeż im Jahr 2024, als sie bei den U18-Europameisterschaften in Banská Bystrica im Halbfinale im 200-Meter-Lauf disqualifiziert wurde und mit der polnischen Sprintstaffel (1000 Meter) in 2:05,54 min die Silbermedaille gewann. Im Jahr darauf schied sie bei den U20-Europameisterschaften in Tampere mit 12,12 s in der ersten Runde im 100-Meter-Lauf aus und verhalf der 4-mal-100-Meter-Staffel zum Finaleinzug und trug somit zum Gewinn der Bronzemedaille bei.
2024 wurde Jeż polnische Hallenmeisterin in der 4-mal-200-Meter-Staffel.

## Persönliche Bestleistungen
- 100 Meter: 11,66 s (+1,0 m/s), 25. Juli 2025 in Włocławek
  - 60 Meter (Halle): 7,52 s, 18. Januar 2025 in Wałcz
- 200 Meter: 24,05 s (+0,7 m/s), 27. Juli 2025 in Włocławek
  - 200 Meter (Halle): 24,46 s, 2. Februar 2025 in Toruń